# Hualapai

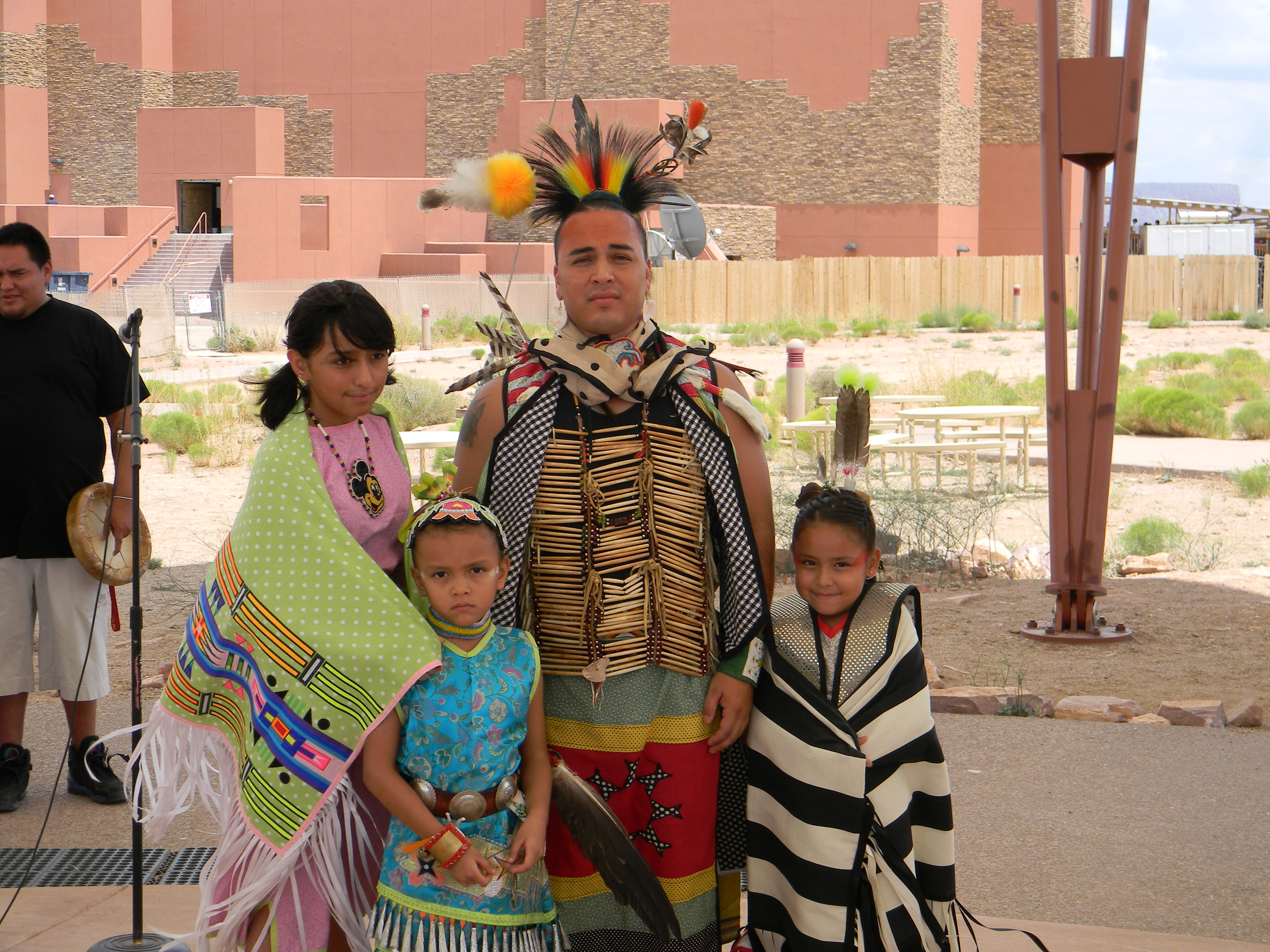
Una famiglia Hualapai nei costumi tradizionali, Grand Canyon Arizona

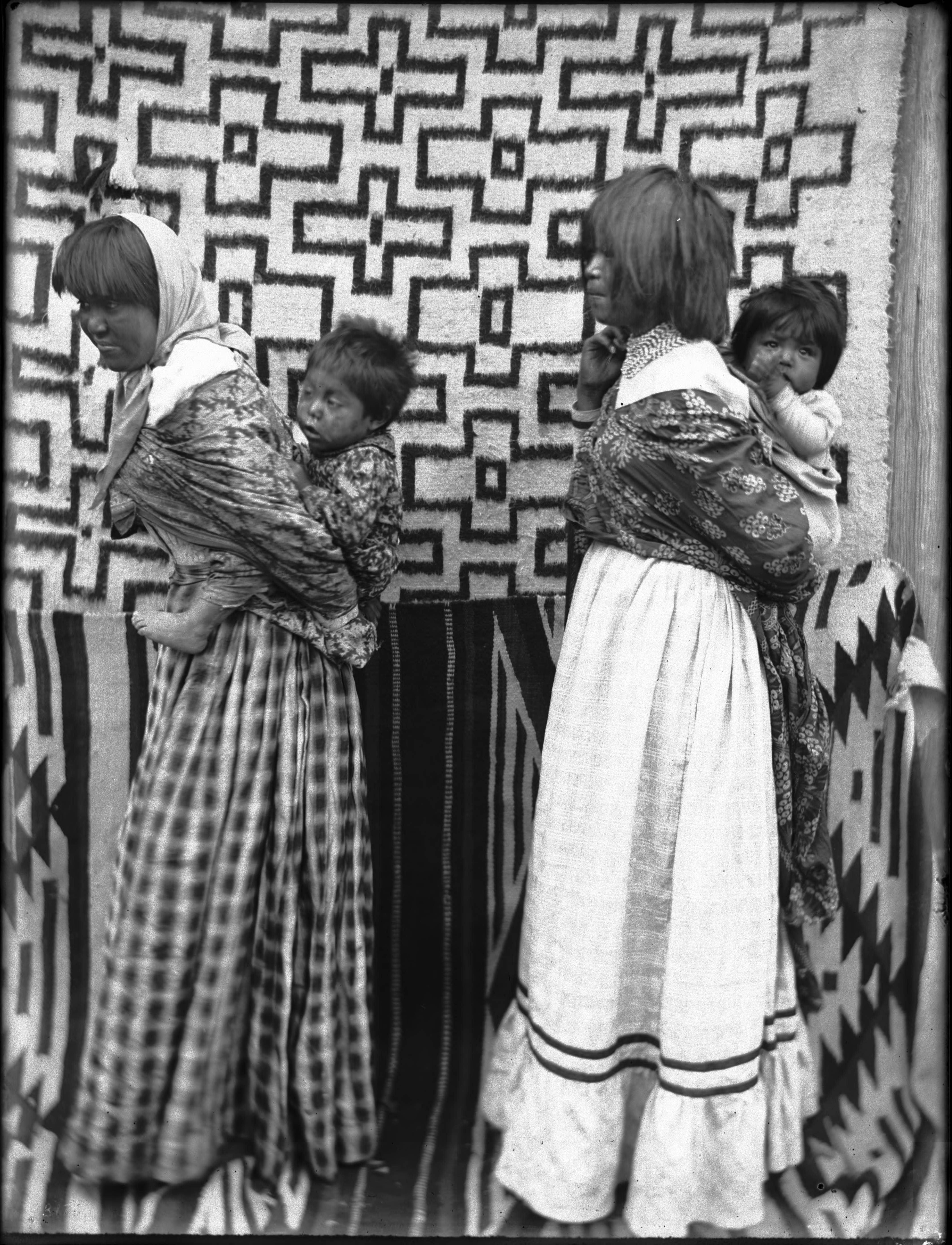
Due giovani madri Walapai coi figli sul dorso, Hackbury, Arizona, c. 1900

Gli Hualapai o Walapai (in Lingua Hualapai: Hwalbáy) sono una tribù dei popoli Nativi americani degli Stati Uniti d'America che vivono nelle montagne del nordovest dell'Arizona, nella Hualapai Indian Reservation, creata il 4 gennaio 1883.
Il nome, che significa "Popolo degli alberi alti", deriva dal termine hwa:l, che, nella loro lingua, indica il Pinus ponderosa e pai “popolo”.  Il loro territorio originale è una striscia lunga 174 km, perlopiù ricoperta di pini, lungo il lato meridionale del Grand Canyon e del fiume Colorado, e la capitale tribale è situata a Peach Springs.

## Governo
Anticamente le varie tibù e gruppi avevano dei capi chiamati Tokoomhet o Tokumhet.
Oggigiorno, la comunità è governata dall'Hualapai Tribal Council formato da un presidente, un vicepresidente ed altri sette membri.  La legge viene fatta rispettare da un corpo di polizia etnico, lo Hualapai Nation Tribal Police Department, creato nel 2002.

## Lingua
La lingua Hualapai è uno dei tre dialetti che formano la Lingua havasupai-walapai-yavapai ed appartiene al ramo Pai della Famiglia linguistica Cochimi-yumana. Gli altri dialetti sono le lingue dei popoli Havasupai, e Yavapai. La lingua è ancora parlata dalla maggior parte della popolazione. La Peach Springs School District ha, da tempo, lanciato dei programmi bilingui per tutti gli studenti, indipendentemente dal fatto che siano Hualapai o no.

## Economia
L'economia tribale è oggi basata sul turismo e sulla creazione e commercio di oggetti tradizionali e d'arte.
La passerella sul Grand Canyon è un'attrazione turistica importante per il popolo dei nativi.

## Storia e Cultura

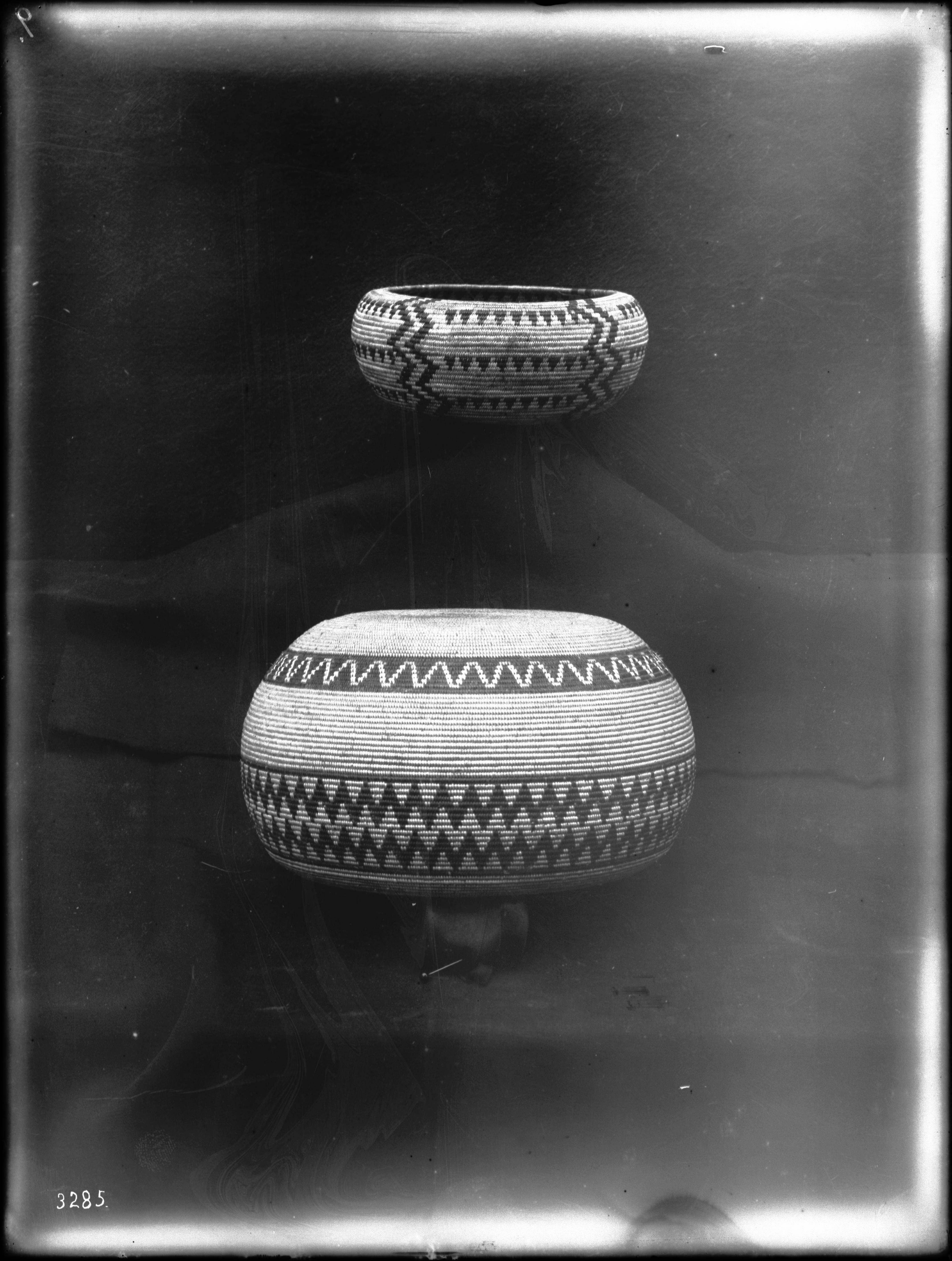
Due cesti Hualapai, c.1900

### Cerimonie
Le principali cerimonie tradizionali degli Hualapai sono la cerimonia della "maturità" e quelle relative al "Lutto". Oggigiorno, nel mese di giugno, viene celebrata la moderna "Festa della sobrietà".

### Aldilà
Secondo la religione tradizionale, le anime dei morti vanno in una bella terra, dove abbondano i frutti della natura, situata a nord-ovest. Si crede che questa terra possa essere raggiunta solo dagli spiriti Hualapai.

### Vestiti tradizionali
I vestiti tradizionali Hualapai sono costituito da abiti di pelle di daino e di coniglio.

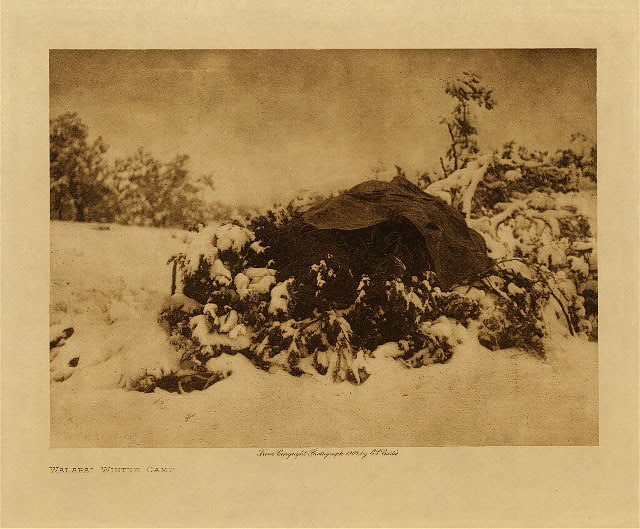
Un campo invernale Hualapai, fotografato da Edward Curtis, 1907.

### Abitazioni Tradizionali
Le abitazioni tradizionali sono delle capanne coniche, con una struttura di legno di cedro ricoperta di pelle, chiamata Wikiup.

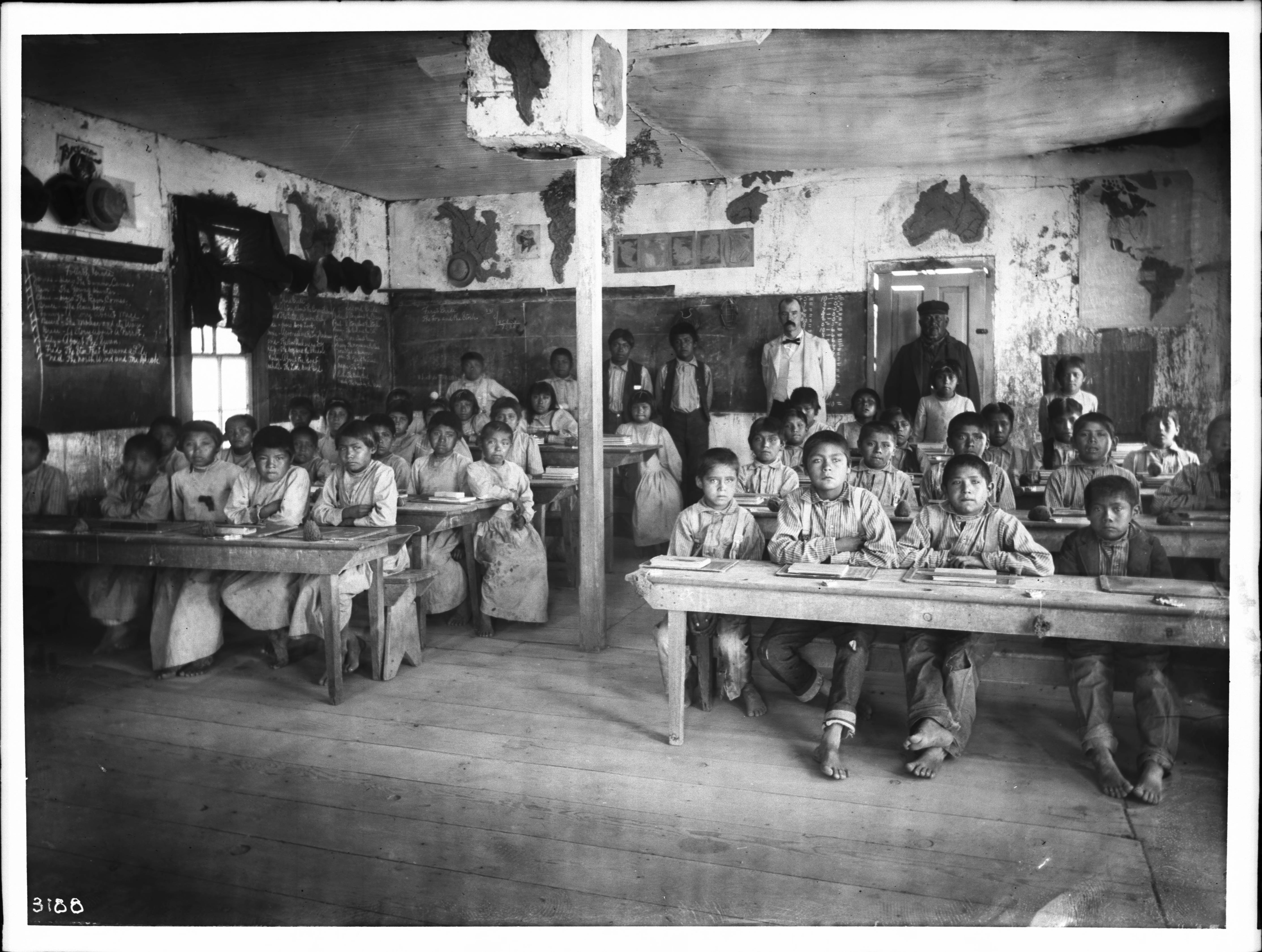
Una scuola segregata Hualapai a Kingman, Arizona, c. 1900.

### Guerra Hualapai
La Guerra Hualapai (1865-1870) venne causata da un aumento del traffico attraverso la pista Fort Mojave-Prescott Toll, che elevò le tensioni e produsse conflitti armati tra gli Hualapai ed i bianchi. La guerra scoppiò, nel maggio 1865, quando il capo Hualapai, Anasa venne ucciso da un bianco ed, in risposta un uomo, di nome Clower, venne ucciso dagli Hualapai, che bloccarono anche la strada da Prescott (Arizona) ai porti sul fiume Colorado. Gli Hualapai chiesero aiuto ai popoli fratelli, Yavapai ed Apache occidentali formando un'alleanza.
Un primo armistizio venne negoziato tra William Hardy ed i leader Hualapais ma esso durò solo 9 mesi e terminò con l'uccisione del capo Wauba Yuba. Dopo di ciò, le incursioni da parte dei Hualapai, contro i villaggi minerari ed i coloni, ripresero. La cavalleria statunitense, con l'aiuto dei Mohave (nemici storici dei Hualapai), risposero attaccando e distruggendo gli insediamenti indiani.  Lo scontro principale si ebbe nel gennaio del 1868, quando le truppe americane, sorpresero il capo Sherum con più di cento guerrieri in una rancheria. Conosciuto come la Battaglia di Cherum Peak, lo scontro durò tutto il giorno. Alla fine, gli Hualapai riuscirono a fuggire, ma 21 di loro erano morti e molti altri feriti. La battaglia aveva spezzato le capacità militari degli Hualapai che dovettero subire anche grosse perdite a causa delle malattie come pertosse e dissenteria, molti di essi iniziarono ad arrendersi, verso la fine dell'anno.
L'ultimo ad arrendersi fu Sherum, che resistette insieme a pochi guerrieri Hualapai e Yavapai, cedendo nel 1870 e ponendo fine alla guerra.
Si stima che un terzo della popolazione Hualapai sia morta durante la guerra a causa del conflitto o per malattia.